# Săcălășeni
Săcălășeni is een Roemeense gemeente in het district Maramureș.
Săcălășeni telt 2448 inwoners.